# Мендель Андрій Корнійович
Андрій Корнійович Мендель (16 липня 1930, с. Велика Каратуль, Переяслав-Хмельницький район, Київська область — 8 квітня 2012, м. Київ) — український лікар, хірург, кандидат медичних наук, доцент кафедри факультетської хірургії НМУ імені О. О. Богомольця.

## Біографія
Народився 16 липня 1930 року в селі Велика Каратуль Переяслав-Хмельницького району Київської області в багатодітній родині коваля Корнія Семеновича Менделя та його дружини Наталії Мефодіївни. Навчався в сільській школі, далі у Переяслав-Хмельницькій середній школі № 2.
В дитинстві переніс роки Голодомору, німецько-радянської війни. Померли його сестра, брати-близнюки.
1949—1955 роках навчання у Львівському державному медичному інституті, який закінчив з відзнакою.
Працював в Казахстані «на цілині», хірургом і акушером-гінекологом в місті Щучинську.
З 1957 року аспірант, потім асистент і доцент кафедри факультетської хірургії Київського медичного інституту імені О. О. Богомольця. Працював під керівництвом Івана Іщенка.
У 1961 році захистив кандидатську дисертацію на тему «Вплив галаскорбіну на загоєння ран шлунка».
У 1965—1966 роках працював у Бірмі, Головним хірургом лікарні імені Сао Сан Туна в місті Таунджи, виконуючи понад 1000 операцій на рік.
У 1976—1978 роках — головний хірург госпіталю Менелика Другого в місті Аддіс-Абеба (Ефіопія), керівник місії радянських лікарів у Ефіопії.
У 1979 році тимчасово виконував обов'язки завідувача кафедри факультетської хірургії Київського медичного інституту.
З 2010 року — на пенсії.
Помер 2012 року. Похований в селі Ясногородка (Київська область).

## Вшанування пам'яті
Вірш своєму другові Андрію Менделю присвятив український поет Володимир Коломієць.

## Публікації

### Наукові
- Войтенко А. А. Непроходимость кишечника, обусловленная желчными камнями / А. А. Войтенко, А. К. Мендель // Клиническая хирургия. — 1971. — С. 26—31.

### Освітні
- Мохнюк Ю. Н., Мальцев В. Н., Мендель А. К., Яремчук А. Я. Роль научно-исследовательской работы студентов в подготовке специалистов // Клиническая хирургия. — 1987. — № 11. — С. 48.
- Мендель А. К., Балтайтіс Ю. В., Войтенко А. А. Пути оптимизации учебного процесса по курсу факультетской хирургии // Клінічна хірургія. — 1991. — № 1. — С. 45—47.
- Хірургія (Факультетська): підручник [Архівовано 29 березня 2020 у Wayback Machine.] / Захараш М. П., Пойда О. І., Кучер М. Д. та ін. — Київ: Медицина, 2006. — C. 646—655. — ISBN 966-8144-33-3.
  - М. П. Захараш, А. К. Мендель, Л. Г. Заверний. Глава 2. Грижа черевної стінки. Внутрішньочеревна грижа. — С. 38—92.
  - А. К. Мендель, С. І. Пехенько. Глава 13. Захворювання щитоподібної залози. — С. 458-494.